# HD 88699
HD 88699，又名CD-26 7752，SAO 178544、HR 4011，是一颗恒星，视星等为6.25，位于銀經264.63，銀緯23.84，其B1900.0坐标为赤經10h 8m 43.3s，赤緯-26° 23.84′ 5″。